# Южная звезда (роман)
«Ю́жная звезда́» (фр. L’Étoile du sud) — приключенческий роман французского писателя Жюля Верна, написанный в соавторстве с Андре Лори. Также известен под названием «Страна алмазов». Входит в цикл «Необыкновенные путешествия». Завершен в 1883 году.

## История создания
В июле 1880 года Андре Лори сообщает Этцелю, что работает над романом под названием «Голубой алмаз». В дальнейшем название книги меняется на «Северная звезда» и, наконец, «Южная звезда». Издатель довольно строго раскритиковал роман (особенно трактовку любовной интриги). В результате было принято решение доверить Верну его доработку. В 2014 году муниципалитет города Нант приобрел оригинальную рукопись Лори.

## Публикация
Первая публикация романа — в журнале Этцеля «Magasin d’Éducation et de Récréation» с 1 января по 15 декабря 1884 года, под заглавием «Южная звезда. В стране алмазов» («L’Étoile du sud. Le Pays des diamants»). В отдельном издании роман (под тем же заглавием) увидел свет 6 ноября 1884 года.
Данный роман (с 60 иллюстрациями Леона Бенета), вместе с романом «Архипелаг в огне», вошёл в состав девятнадцатого «сдвоенного» тома «Необыкновенных путешествий» — он вышел 13 ноября 1884 года. На русском языке роман впервые был издан в 1886 году в Москве, в типографии В. Рихтера. В 1907 году он вошёл в 29-й том Полного собрания сочинений Ж. Верна, выпускавшегося П. П. Сойкиным.

## Содержание
Книга разбита на двадцать глав:
- Глава первая. Ох уж эти французы!
- Глава вторая. Вандергартова россыпь
- Глава третья. Первая разработка
- Глава четвёртая. Нравы искателей алмазов
- Глава пятая. Серьёзный опыт
- Глава шестая. Сюрприз
- Глава седьмая. Джон Уоткинс размышляет
- Глава восьмая. «Южная звезда»
- Глава девятая. Сборы в дорогу
- Глава десятая. По Трансваалю
- Глава одиннадцатая. Заговор
- Глава двенадцатая. Предательство
- Глава тринадцатая. Африканские скачки
- Глава четырнадцатая. Говорящий страус
- Глава пятнадцатая. Волшебная пещера
- Глава шестнадцатая. Возвращение
- Глава семнадцатая. Венецианское правосудие
- Глава восемнадцатая. Копи нового рода
- Глава девятнадцатая. Статуя командора
- Глава двадцатая. Исчезнувшая «Звезда»

## Сюжет
Южная Африка, конец XIX века, эпоха «алмазной лихорадки». Французский инженер Сиприен Мере просит у местного владельца алмазных копей Уоткинса руку его дочери Алисы, но получает высокомерный отказ. Отчаявшись сколотить состояние на копях, он создаёт первый в мире искусственный алмаз «Южная звезда» — самый большой алмаз в мире. Однако алмаз вскоре пропадает, а подозрение падает на слугу Сиприена, кафра Матакита. Матакит, страшась расправы со стороны английского суда, бежит вглубь Африки, а команда добровольцев-охотников следует за ним. Кроме Сиприена, команду составляют трое его соперников, каждый из которых мечтает жениться на Алисе. Однако все они гибнут: один от лихорадки, второй — при охоте на слона, третий — запутавшись в сети на птиц. С помощью своих верных помощников — охотника Фарамона Бартеса, кафра Бардика и китайца Ли — Сиприену удается в Кафрарии, в столице туземного царя найти Матакита. Несмотря на протесты Сиприена, Матакита арестовывают. Вскоре, по чистой случайности, находится и сам алмаз — в желудке любимицы Алисы, страусихи Дада, но по ходу выясняется, что алмаз натуральный, а опыт Мере потерпел неудачу. Оказывается, алмаз нашёл Матакит и подложил в печь, созданную Сиприеном, чтобы утешить своего хозяина в его бесплодных попытках создать алмаз искусственным путём. Владельцем алмаза по договору является не Мере, а Уоткинс. Однако судьбу влюбленных решает случай — когда-то давно Уоткинс, использовав судебную ошибку, обманул друга Мере, старого бура Якобуса Вандергаарта и присвоил его копи себе. Вернув себе своё имущество, Вандергаарт дарит алмаз Сиприену и Алисе, в качестве свадебного подарка. Сиприен и Алиса женятся и уезжают во Францию. Судьба алмаза заканчивается неожиданно — из-за редкой "болезни" он саморазрушается.

## Интересные факты
- У алмаза из романа существовал реальный прототип — найденный в 1869 году алмаз «Звезда Южной Африки» весом в 83,5 карата. Из него огранили бриллиант весом 47,7 карата.[источник не указан 2606 дней]
- Не исключено, что сюжет романа подсказал авантюристу и «псевдо-алхимику» Анри Лемуану его аферу с якобы изготовлением синтетических алмазов[4]. Лемуан был арестован в Париже 15 апреля 1909 года. Газеты увлеченно следили за его процессом. В итоге «новый Калиостро» получил десять лет тюрьмы.